# Nick Woodman
Nicholas D. "Nick" Woodman (24 de junio de 1975) es un empresario estadounidense, fundador y CEO de GoPro.

## Carrera
Durante un viaje de surf en Australia e Indonesia,  utilizó una cámara de 35mm sujeta a la palma de su mano por una banda de goma para probar y capturar sus actividades en película. Viendo que a fotógrafos amateurs como él, que quiso capturar fotos en acción de sus actividades con calidad, tenían dificultades porque no podrían acercarse a la acción o eran incapaces de adquirir equipamiento de calidad a precios asequibles. Su viaje se convirtió en su inspiración para fundar GoPro. Su solución era para desarrollar un cinturón que sujetaría la cámara al cuerpo. Woodman y su futura cónyuge Jill financiaron el negocio vendiendo collares de ostras que compraban en Bali (a $1.90 USD) desde su coche a lo largo de la costa de California (a $60 USD). Su madre le prestó $35,000 y su máquina de costura, la cual utilizó para coser correas de cámara mientras experimentaba con sus primeros diseños. Su padre también le prestó un adicional de $200,000, el cual Woodman inmediatamente pagó con ventas de la compañía. Su deseo para un sistema de cámara que pudiera capturar imágenes de cerca inspiró el nombre "GoPro". Las cámaras originales que desarrolló eran de apuntar y disparar de 35mm montadas a la muñeca del usuario. El producto desde entonces ha evolucionado a un cámara digital compacta que soporta WiFi, puede ser controlada remotamente, protección a prueba de agua, graba sobre una tarjeta micro SD, y es asequible al entusiasta de deportes promedio ($200–$400 USD). En 2004,  hizo su primera venta grande cuándo una compañía japonesa ordenó 100 cámaras en un espectáculo de deportes.  En adelante, las ventas se duplicaron cada año, y en 2012, GoPro vendió 2.3 millones de cámaras.  En diciembre de 2012, el fabricante de contrato taiwanés Foxconn adquirió 8.88% de la compañía por $200 millones lo que pone el valor de la compañía en $2.25 billones haciendo a Woodman, quién poseía la mayoría de las acciones, un billonario.

## Filantropía
La pareja donó $500 millones de dólares a la fundación comunitaria Silicon Valley en 2014. El regalo fue hacia la creación de la fundación Jill + Nicholas Woodman e hizo de Woodman uno de los donantes más grandes en la industria de la tecnología el último año.

## Vida personal
Woodman está casado con Jill R. Scully y tienen dos hijos. Viven en Woodside, California. Woodman es conocido como el "billonario loco" debido a su comportamiento poco convencional y a excentricidades.